# Stephanopis minuta
Stephanopis minuta är en spindelart som beskrevs av Ludwig Carl Christian Koch 1876. Stephanopis minuta ingår i släktet Stephanopis och familjen krabbspindlar.
Artens utbredningsområde är Queensland. Inga underarter finns listade i Catalogue of Life.